# Jan Polack
Pour les articles homonymes, voir Polack.
Jan Polack, né entre 1435 et 1450 à Cracovie et mort en 1519 à Munich, est un peintre polonais, actif en Allemagne au XVe siècle.

## Biographie
Son surnom indique son rattachement à Cracovie, sa ville natale. D’abord installé en Franconie, il vit et travaille à Munich à partir du milieu des années 1470. Il aurait participé en 1475 aux festivités connues sous le nom de « noces de Landshut » célébrant le mariage entre Edwige Jagellon et Georges de Bavière.
Il ouvre son atelier à Munich en 1480. Il figure en 1482 sur le registre des taxes de Munich et il est quatorze ou quinze fois président (« Vierer » en allemand) de la guilde des peintres locale, jusqu'à sa mort en 1519. Il est l’un des peintres les plus importants du gothique tardif de Munich.
Son œuvre la plus importante - et la seule attestée - est le polyptyque du maître-autel de l’abbaye de Weihenstephan, située à Freising en Bavière. Ses panneaux sont répartis entre le « Diözesanmuseum » (musée diocésain) de Freising, l'Alte Pinakothek de Munich et le Germanisches Nationalmuseum de Nuremberg. La plupart des documents faisant mention de ses travaux ont aujourd’hui disparu.

## Œuvres
- 1486 : La Reconnaissance de la Vraie Croix. Vie de sainte Hélène, au château de Huis Bergh.
- 1489 : Saint Corbinian et le miracle de l'ours, à Freising, au musée diocésain.
- 1490 : La Flagellation du Christ, peinture à la tempera sur bois, 1490, à Maastricht, au musée des Bons-Enfants.
- 1500 environ : Saint Martin partageant son manteau avec un mendiant, peinture à la tempera et feuille d'or sur bois, à Maastricht, au musée des Bons-Enfants.

## Sources
- (de) « Jan Polack », Haus de Bayerischen Geschichte
- (de) Andrea Langer, « Polack, Jan », dans Neue Deutsche Biographie (NDB), vol. 20, Berlin, Duncker & Humblot, 2001, p. 593–594 (original numérisé).